# العلاقات الماليزية النيكاراغوية
العلاقات الماليزية النيكاراغوية هي العلاقات الثنائية التي تجمع بين ماليزيا ونيكاراغوا.

## مقارنة بين البلدين
هذه مقارنة عامة ومرجعية للدولتين:
| وجه المقارنة                                              | ماليزيا       | نيكاراغوا        |
| --------------------------------------------------------- | ------------- | ---------------- |
| المساحة (كم2)                                             | 330.29 ألف    | 130.38 ألف       |
| عدد السكان (نسمة)                                         | 31.62 مليون   | 6.22 مليون       |
| الكثافة السكانية (ن./كم²)                                 | 95.73         | 47.71            |
| العاصمة                                                   | كوالالمبور    | ماناغوا          |
| اللغة الرسمية                                             | لغة ماليزية   | اللغة الإسبانية  |
| العملة                                                    | رينغيت ماليزي | كوردبا نيكاراغوا |
| الناتج المحلي الإجمالي (بليون دولار)                      | 314.50 مليار  | 13.81 مليار      |
| الناتج المحلي الإجمالي (تعادل القوة الشرائية) بليون دولار | 817.43 مليار  | 31.63 مليار      |
| الناتج المحلي الإجمالي الاسمي للفرد دولار أمريكي          | 9.77 ألف      | 2.09 ألف         |
| الناتج المحلي الإجمالي للفرد دولار أمريكي                 | 25.64 ألف     | 4.92 ألف         |
| مؤشر التنمية البشرية                                      | 0.779         | 0.631            |
| رمز المكالمات الدولي                                      | +60           | +505             |
| رمز الإنترنت                                              | .my           | .ni              |
| المنطقة الزمنية                                           | ت ع م+08:00   | 00               |

## منظمات دولية مشتركة
يشترك البلدان في عضوية مجموعة من المنظمات الدولية، منها:
| علم المنظمة | اسم المنظمة                               | تاريخ انضمام ماليزيا | تاريخ انضمام نيكاراغوا |
| ----------- | ----------------------------------------- | -------------------- | ---------------------- |
|             | منظمة حظر الأسلحة الكيميائية              | ?                    | ?                      |
|             | البنك الدولي للإنشاء والتعمير             | 7 مارس 1958          | 14 مارس 1946           |
|             | منظمة التجارة العالمية                    | ?                    | ?                      |
|             | المركز الدولي لتسوية المنازعات الاستشارية | 14 أكتوبر 1966       | 19 أبريل 1995          |
|             | الأمم المتحدة                             | 17 سبتمبر 1957       | 24 أكتوبر 1945         |
|             | منظمة الشرطة الجنائية الدولية             | ?                    | ?                      |
|             | وكالة ضمان الاستثمار متعدد الأطراف        | 6 ديسمبر 1991        | 12 يونيو 1992          |
|             | يونسكو                                    | 16 يونيو 1958        | 22 فبراير 1952         |
|             | مؤسسة التنمية الدولية                     | 24 سبتمبر 1960       | 30 ديسمبر 1960         |
|             | مؤسسة التمويل الدولية                     | 20 مارس 1958         | 20 يوليو 1956          |
|             | الاتحاد البريدي العالمي                   | ?                    | ?                      |
|             | الاتحاد الدولي للاتصالات                  | 3 فبراير 1958        | 12 مايو 1926           |

## وصلات خارجية
- موقع وزارة الخارجية الماليزية
- موقع وزارة الخارجية النيكاراغوية